# マックス・クララ
マックス・クララ(Max Clara、1899年 - 1966年)は、オーストリアの解剖学者。クララ細胞の発見者として知られる。

## 概要
1935年にライプツィヒ大学の解剖学教授に就任。ナチスと親しい関係にあった事が知られており、処刑された囚人の体を使った彼の研究は批判を受けている。クララの代表的な論文である「Das Nervensystem des Manschen（人の神経系）」は1942年にナチス・ドイツの独裁下で発表され、1953年にソビエト連邦の独裁下でも発表された。
1937年に人の肺から未知の細胞を発見し、後にクララ細胞と名付けられた。